# Freeciv
Freeciv ist ein freies rundenbasiertes Strategiespiel, das unter der GNU General Public License vertrieben wird. Das Spiel ist Civilization von 1991 nachempfunden.
Wie im Vorbild Civilization muss der Spieler als Anführer einer Nation diese vergrößern und zu Wohlstand bringen. Das Fernziel besteht in der Eroberung der Welt, der ersten Expedition zum Alpha Centauri oder einem Sieg nach Punkten nach Ablauf der regulären Spielzeit. Von den Programmierern wird das Ziel einer möglichst vollständigen Regelkompatibilität zu Civilization II (1996) verfolgt.
Ursprünglich besaß das Spiel nur einen Mehrspieler-Modus, mit dem der Spieler sich im LAN oder Internet mit bis zu 30 Spieler anderen Spielern messen konnte. Erst mit späteren Versionen (rudimentär ab 1.4, spielbar ab 1.6.4) wurden Computergegner hinzugefügt, so dass ein Einzelspieler-Modus möglich ist. Es ist auch möglich die Computergegner gegen sich selbst antreten zu lassen.
Freeciv gibt es unter anderem für die Betriebssysteme Solaris, Linux, BSD, Unix, AmigaOS, macOS und Windows.
Es gibt auch eine Version, die als Browserspiel im Webbrowser ohne vorherige Installation spielbar ist. PortableApps-Versionen für Windows XP und folgende gibt es seit 2011.

## Rezeption
Das Spiel werde über einen sehr langen Zeitraum gepflegt. Die Portierung für den Amiga sei beeindruckend, insbesondere da Civilization II nie für das System erschien. Grafisch sei FreeCiv nicht auf der Höhe der Zeit, jedoch sei dies bei den kommerziellen Vorbildern auch stets der Fall gewesen. FreeCiv stelle eine gute Alternative zum kommerziellen Vorbild dar, wenn man Abstriche bei Grafik und Sound macht. Die Entwicklergemeinschaft sei recht aktiv.
Architektonisch sei FreeCiv in dem Sinne bemerkenswert, dass es das Client-Server-Modell konsequent umsetze. Das Regelwerk des Spiels sei dabei aber nicht etwa im Server hartkodiert, sondern werde dynamisch beim Programmstart eingelesen. Die Regeln der Unix-Philosophie werden jedoch nicht konsequent eingehalten.